# Dramat współczesny
Dramat współczesny – jeden z rodzajów dramatu, który jest oparty na życiowych i współczesnych doświadczeniach. Jest najnowszym typem dramatu.
Cechy dramatu współczesnego:
- rozbudowane didaskalia, które wprowadzają czytelnika w świat utworu, ukazują przestrzeń w której toczy się akcja dramatu;
- podział na około 30 scen, sekwencji, po których następują chwile milczenia;
- kompozycja złożona z kluczowych scen pozwala w poetyckim skrócie przedstawić najdramatyczniejsze dzieje bohatera;
- bohater jest w zasadzie antybohaterem, to postać bierna bez określonego wieku, imienia, pozycji społecznej (everyman), przeciętny, byle jaki;
- jednostka nietypowa, działa sprzecznie z powszechnie uznanymi normami, symbol buntu;